# Gnophomyia nigrina
Gnophomyia nigrina är en tvåvingeart som först beskrevs av Christian Rudolph Wilhelm Wiedemann 1828.  Gnophomyia nigrina ingår i släktet Gnophomyia och familjen småharkrankar. Inga underarter finns listade i Catalogue of Life.